# خولة أبو بكر
خولة أبو بكر (بالعبرية: ח'אולה אבו בכר‏) من مواليد 1955 من عكا. هي محاضرة وباحثة في العلوم السلوكية. حازت على درجة البروفسورة.

## حياتها
والديها نزحو إلى عكا كلاجئين من المناطق المجاورة إلى عكا بعد الحرب 1948 , درست خولة في المدرسة الفرنسيسكان. نجحت في دراستها وسجلت لدراسة الطب، لكن بعد زواجها من محمد ماي اوقفت دراستها، ولدت لها ابنتين، سكنوا لاحقًا في القدس وهنالك التحقت في الجامعة العبرية وفي سنتها الدراسية الثانية اكتشف لدى زوجها مرض مما الزمهم الرجوع إلى عكا. توفى زوجها عام 1985.
انهت اللقب الأول في علم الاجتماع والانتروبولوجيا.